# 부온마투옷 공항
부온마투옷 공항(베트남어: Sân bay Buôn Ma Thuột, IATA: BMV, ICAO: VVBM)은 베트남의 공항이다. 공항은 닥락성에 위치해 있으며 2016년에 86만 명의 승객을 처리했다.

## 운항 노선
| 항공사             | 목적지                     |
| ------------------ | -------------------------- |
| 뱀부 에어웨이스    | 하노이, 빈                 |
| 젯스타 퍼시픽 항공 | 다낭, 하이퐁, 호찌민       |
| 비엣젯 항공        | 하이퐁, 하노이, 호찌민, 빈 |
| 베트남 항공        | 다낭, 하노이, 호찌민       |

## 같이 보기
- 베트남의 공항